# Nepříjemná pravda
Nepříjemná pravda (anglicky An inconvenient truth, tj. „nepříjemná pravda“) je americký dokumentární film režiséra Davise Guggenheima z roku 2006. Délka filmu je 94 minut.
Film je pojat jako přednáška, kterou prezentuje bývalý kandidát na prezidenta USA ve volbách roku 2000, Al Gore. Cílem přednášky i filmu je upozornit na hrozbu globálního oteplování a přesvědčit diváky o potřebě snížit emise skleníkových plynů do atmosféry Země. Minoritně jsou do filmu prokládány střípky z Goreova života a jeho motivace k dosažení širšího ekologického uvědomění o tomto fenoménu u ostatních lidí.
Film vzbudil veliký zájem a stal se třetím nejnavštěvovanějším dokumentárním filmem USA od roku 1982 podle tržeb. Kritika o něm hovořila jako o jednom z nejdůležitějších dokumentů co do nutnosti jeho zhlédnutí. V únoru 2007 získal filmového Oscara v kategorii nejlepší dokument.
Podle britského soudu je film sice v obecné rovině správný, ale obsahuje devět vědeckých omylů a pokud by měl být promítán dětem ve školách, měla by o něm být vedena kritická diskuse. V roce 2009 vznikl dokument Not Evil Just Wrong, jehož autory jsou Ann McElhinney a Phelim McAleer a který zpochybňuje Nepříjemnou pravdu tím, že tvrdí, že důkazy o globálním oteplování nejsou přesvědčivé.

## Ocenění a nominace
| Název                                                | Kategorie                                                          | Nominovaný                              | Výsledek  |
| ---------------------------------------------------- | ------------------------------------------------------------------ | --------------------------------------- | --------- |
| American Cinema Editors Awards                       | nejlepší střih: dokument                                           | Jay Cassidy a Dan Swietlik              | vítězství |
| Cena Grammy                                          | nejlepší píseň napsaná pro film, televizi nebo jiná vizuální média | „I Need to Wake Up“ – Melissa Etheridge | nominace  |
| Central Ohio Film Critics Association                | nejlepší dokument                                                  |                                         | vítězství |
| Critics' Choice Movie Awards                         | nejlepší dokument                                                  |                                         | vítězství |
| Critics' Choice Movie Awards                         | nejlepší píseň                                                     | „I Need to Wake Up“ – Melissa Etheridge | nominace  |
| Dallas-Fort Worth Film Critics Association Awards    | nejlepší dokument                                                  |                                         | vítězství |
| Florida Film Critics Circle Awards                   | nejlepší dokument                                                  |                                         | vítězství |
| Gotham Awards                                        | nejlepší dokument                                                  |                                         | nominace  |
| Chicago Film Critics Association Awards              | nejlepší dokument                                                  |                                         | vítězství |
| Kansas City Film Critics Circle Awards               | nejlepší dokument                                                  |                                         | vítězství |
| Las Vegas Film Critics Society Awards                | nejlepší dokument                                                  |                                         | vítězství |
| Los Angeles Film Critics Association Awards          | nejlepší dokument                                                  |                                         | vítězství |
| National Board of Review                             | nejlepší dokument                                                  |                                         | vítězství |
| New York Film Critics Circle Awards                  | nejlepší dokument                                                  |                                         | nominace  |
| New York Film Critics Online                         | nejlepší dokument                                                  |                                         | vítězství |
| NAACP Image Awards                                   | nejlepší nezávislý nebo cizojazyčný film                           |                                         | vítězství |
| North Texas Film Critics Association                 | nejlepší dokument                                                  |                                         | vítězství |
| Oklahoma Film Critics Circle Awards                  | nejlepší dokument                                                  |                                         | vítězství |
| Online Film Critics Society Awards                   | nejlepší dokument                                                  |                                         | vítězství |
| Oscar                                                | nejlepší dokument                                                  |                                         | vítězství |
| Oscar                                                | nejlepší píseň                                                     | „I Need to Wake Up“ – Melissa Etheridge | vítězství |
| Phoenix Film Critics Society Awards                  | nejlepší dokument                                                  |                                         | vítězství |
| San Francisco Film Critics Circle                    | nejlepší dokument                                                  |                                         | vítězství |
| Satellite Awards                                     | nejlepší dokument                                                  |                                         | nominace  |
| Satellite Awards                                     | nejlepší dokument na DVD                                           |                                         | vítězství |
| Southeastern Film Critics Association Awards         | nejlepší dokument                                                  |                                         | vítězství |
| St. Louis Film Critics Association                   | nejlepší dokument                                                  |                                         | vítězství |
| Toronto Film Critics Association Awards              | nejlepší dokument                                                  |                                         | nominace  |
| Utah Film Critics Association Awards                 | nejlepší dokument                                                  |                                         | vítězství |
| Washington D.C. Area Film Critics Association Awards | nejlepší dokument                                                  |                                         | vítězství |